# クリード 過去の逆襲
『クリード 過去の逆襲』（クリード かこのぎゃくしゅう、原題: Creed III）は、2023年製作のアメリカ合衆国のスポーツ・ドラマ映画。
『ロッキー』シリーズのスピンオフ映画で、アポロ・クリードの息子アドニス・クリードを主人公にした『クリード』シリーズの第3作。本作ではアドニスの少年期の重大な過ちが描かれる。アドニスを演じるマイケル・B・ジョーダンが監督も兼任、映画監督デビューした。シルヴェスター・スタローン扮するロッキー・バルボアは本作には登場しない。なお、スタローンは本作では製作に名を連ねている。

## あらすじ
2018年、アドニスはかつて黒星を喫したコンランを相手に勝利を収め、チャンピオンとして引退した。それから3年、引退後はリトル・デュークと共に後進のボクサーを育てつつ、愛娘の相手をし、妻や義母との関係も良好な順風満帆な生活を送っていた。
ある日、アドニスの幼馴染で兄貴分でもあったデイミアンが訪ねてくる。彼はかつてアマチュアながら天才ボクサー少年であったが、過去に起きたある事件によって、18年もの刑務所生活を強いられており、出所したばかりだった。久々の再会も兼ねてダイナーで食事をしつつ、お互いの近況を語り合う。その中で、デイミアンは「ボクシングに挑戦する」と発言。アドニス以上の年齢もあり、挑戦は厳しいが兄貴分の挑戦を応援したいアドニスは彼をジムへと誘う。

## キャスト
※ 括弧内は日本語吹き替え（配信版のみ、ソフト未収録）。
- アドニス・クリード - マイケル・B・ジョーダン（杉村憲司）
- ビアンカ・クリード - テッサ・トンプソン（東條加那子）
- デイミアン・アンダーソン - ジョナサン・メジャース（長谷川敦央）
- リトル・デューク - ウッド・ハリス（落合弘治）
- メアリー・アン・クリード - フィリシア・ラシャド（英語版）（水野ゆふ）
- アマーラ・クリード - ミラ・デイヴィス＝ケント
- フェリックス・チャベス - ホセ・ベナビデス・Jr（菊池通武）
- ローラ・チャベス - セレニス・レイバ（英語版）（井上カオリ）
- ヴィクター・ドラゴ - フロリアン・ムンテアヌ（山本格）
- 15歳のアドニス・クリード - タデウス・J・ミクソン
- 18歳のデイミアン・アンダーソン - スペンス・ムーア2世（英語版）
- リッキー・コンラン - アンソニー・ベリュー（伊藤健太郎）
- トッド・グリシャム - 本人（丸山壮史）